# 東伊薩卡 (紐約州)
東伊薩卡（英語：East Ithaca）是位於美國紐約州湯普金斯縣的普查規定居民點。

## 人口
根據2020年美國人口普查的數據，東伊薩卡的面積為5.68平方千米，當中陸地面積為5.55平方千米，而水域面積為0.13平方千米。當地共有人口3175人，而人口密度為每平方千米558.98人。